# 卡帕德瓦恩杰
卡帕德瓦恩杰（Kapadvanj），是印度古吉拉特邦Kheda县的一个城镇。总人口43921（2001年）。

## 人口
该地2001年总人口43921人，其中男性22688人，女性21233人；0—6岁人口5153人，其中男2710人，女2443人；识字率73.29%，其中男性为79.22%，女性为66.95%。